# رصدخانه ملی رادیویی آمریکا

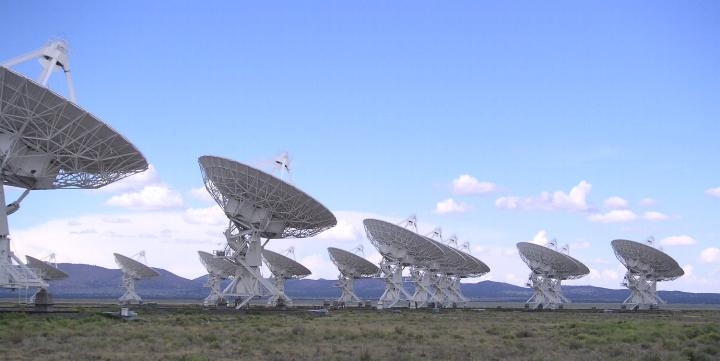

رصدخانه ملی رادیو اخترشناسی آمریکا (به انگلیسی: National Radio Astronomy Observatory) یک مرکز علمی فدرال در ایالت نیومکزیکو آمریکا است.